# Histoire d'Arras

Les armoiries de la ville d'Arras se blasonnent ainsi :
De gueules au lion d'or armé et lampassé d'azur, à l'écusson brochant en abîme sur le tout aussi d'azur semé de fleurs de lys d'or brisé d'un lambel de gueules de trois pendants chargés chacun de trois châtelets aussi d'or rangés en pal.,
Ornements extérieurs : croix de la Légion d’honneur, croix de guerre 1914-1918 avec palme et Croix de guerre 1939-1945.

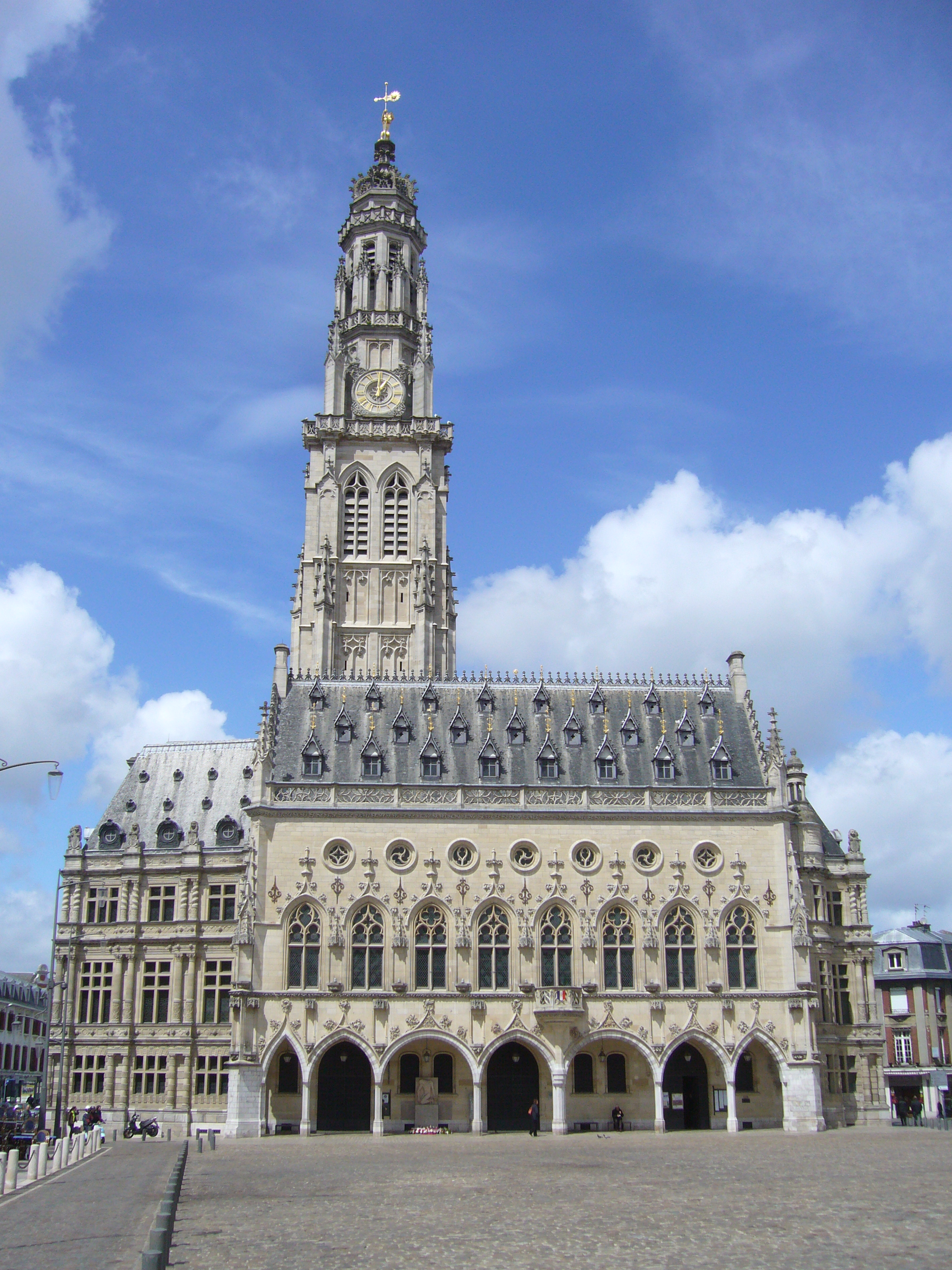
hôtel de ville et beffroi d'Arras.

L'histoire d'Arras commence à la préhistoire et se poursuit à l'âge du fer avec l'arrivée des Atrébates peuple belge dont les Romains nous ont livré le nom au Ier siècle av. J.-C. La ville romaine, fondée au Ier siècle, subit les Invasions barbares au Ve siècle. Au Moyen Âge, Arras se développa et passa au XVe siècle sous la tutelle bourguignonne. Devenue possession espagnole au XVIe siècle, ce n'est qu'avec la paix des Pyrénées de 1659 qu'Arras fut définitivement rattachée au royaume de France. C'est le 6 mai 1758 que naquit le plus célèbre de ses enfants, Maximilien de Robespierre, qui fut l'un des principaux acteurs de la Révolution française. Au XIXe siècle, la ville connut une relative stagnation jusqu'à la Seconde Guerre mondiale avant de connaître un nouvel essor depuis la fin du XXe siècle.

## Préhistoire
L'homme de Néandertal occupa la région d'Arras. En 1976, un fragment de crâne d'une femme de Néandertal est retrouvé sur un chantier à Biache-Saint-Vaast, entre Arras et Douai, il y a 200 000 ans.

## Protohistoire, l'arrivée des Atrébates à l'âge du fer
À l'époque gauloise, les Atrébates s'installèrent sur un territoire qui englobait une partie de ce qui devint l'Artois au Moyen Âge.

## Antiquité

### Nemetacum, ville romaine du Haut-Empire
La région est conquise par les Romains en 56 av. J.-C., lors de la guerre des Gaules. Vers 15 av. J.-C. naît le village de Nemetacum sur la colline de Baudimont, que les Romains choisissent comme capitale des Atrébates. Il devient une ville d'importance moyenne, couvrant environ 30 ha, qui fut fortifiée lors des premières incursions de peuples germaniques au IIIe siècle.

### Arras au Bas-Empire, christianisation et invasions barbares
Au IVe siècle, Nemetacum était un centre d'artisanat et de commerce réputé pour ses textiles exportés vers tout l'empire.
En 406-407, les Germains détruisent la ville.
En 428, les Francs saliens menés par Clodion le Chevelu conquirent toute la région jusqu'à la Somme. Le général romain Aetius préféra négocier la paix et conclut avec Clodion un traité (fœdus) qui fit des Francs, des « fédérés » combattant pour Rome.
Lors de leur invasion de la Gaule en 451, Attila et les Huns dévastent Arras et plusieurs villes de la région, Thérouanne, Tournai, etc., avant de se diriger vers Amiens et Paris.
Vaast d'Arras reçut de Remi de Reims la charge des évêchés d'Arras (v. 499) puis de Cambrai (510), où il lutta contre le paganisme. Sa vie nous est connue par La Légende dorée de Jacques de Voragine. Il mourut en 540 et fut inhumé à Arras, dans la cathédrale.

## Moyen Âge

### Haut Moyen Âge, la chatellenie d'Arras
Saint Aubert, évêque de Cambrai, transfère le corps de saint Vaast sur les bords du Crinchon et fonde l'abbaye Saint-Vaast en 667.
Au IXe siècle, Arras devient la résidence privilégiée des comtes de Flandre qui y établissent une châtellenie héréditaire.

### Moyen Âge classique, la prospérité d'Arras

#### Le miracle de la sainte Chandelle à Arras
En 1025, l'évêque d'Arras, Gérard de Cambrai, réunit en l'église Sainte‑Marie un synode pour lutter contre une hérésie, qui sera réprimée.
En 1105, une épidémie provoquée par un champignon sur le blé touche la ville, puis cesse. Certains parlent du « miracle de la Sainte Chandelle »
Dans la nuit du 24 au 25 mai 1105, une femme vêtue de blanc apparaît à deux trouvères, Itier et Norman. Ces deux musiciens entretiennent une haine profonde depuis que Norman a tué le frère d'Itier. La mystérieuse femme (la Vierge Marie) leur intime de se rendre à la cathédrale d'Arras, où 144 personnes agonisent du mal des ardents (intoxication à l'ergot de seigle), une maladie mortelle qui frappe l'Europe du Nord. Comme en beaucoup de villes de France, le mal des ardents fait rage à la fin du printemps, au moment où les dernières céréales qui ont passé l'hiver ont pu être infectées par une moisissure.
Quelques heures plus tard, une nouvelle apparition. La femme, cette fois, tient un cierge qu'elle s'apprête à leur remettre. Mélangée à de l'eau, sa cire guérira les malades qui boiront ce breuvage. Elle ordonne aux deux trouvères de s'associer l'un à l'autre pour accomplir sa mission. Les deux hommes doivent se réconcilier. Après moult revirements, les deux ménestrels acceptent. Il leur est remis le cierge miraculeux et les malades sont sauvés. Quatre vitraux rappellent cette légende dans l'église Saint-Nicolas-en-Cité,, tandis que le cierge miraculeux est vénéré en l'église Notre-Dame-des-Ardents,.

#### XIIe–XIIIesiècles, période de croissance urbaine
Des activités liées à l'eau sont possibles grâce à l'emplacement de la ville : les bateaux peuvent accoster place de l'ancien rivage, et l'eau du Crinchon est utilisée dans la fabrication des tissus. Au XIIe siècle, le développement important des institutions et de l’économie grâce à l’abbaye Saint-Vaast permet à la ville de compter onze églises.
La prospérité de la ville se traduit dans la reconstruction de sa cathédrale en 1161, la cathédrale Notre-Dame-en-Cité, aujourd’hui disparue,.
En 1163, la ville se dote d'une charte pour les affaires de la cité, qui servit d'exemple aux villes de Flandres.
Le traité d'Arras d'octobre 1191, règle la succession de Philippe d'Alsace, comte de Flandre. À la suite de la mort de ce dernier sans héritier, Philippe Auguste prend possession effective de l'Artois, comprenant les places d'Arras, Bapaume, Hesdin, Saint-Omer et Aire-sur-la-Lys, ainsi que la suzeraineté sur les comtés de Boulogne, Guînes et Saint-Pol, et de la place vermandoise de Péronne.

#### XIVesiècle, les tapisseries d'Arras
Arras comptait environ 35 000 habitants qui développèrent un commerce jusqu’en Orient grâce à l’industrie drapière.
L'existence d'ateliers de tapisserie de haute-lice à Arras est attestée dès 1313. Les tapisseries d’Arras étaient renommées jusqu’en Italie sous le nom d'arazzi et en Angleterre tout simplement sous le nom d’arras. En Pologne, à Cracovie, le château royal du Wawel abrite plus de cent pièces, la plus importante et la plus précieuse collection de tapisseries d’Arras de l’époque de la Renaissance.

### XVesiècle, Arras ville bourguignonne
La ville est ensuite bourguignonne du XIVe siècle au XVe siècle.
En 1415, Colart de Montbertaut, mayeur d'Arras, trouva la mort lors de la bataille d'Azincourt.

Arras et l'Artois marquent la frontière Ouest de ces territoires, devenant une zone majeure des conflits internationaux.

En 1430, Jeanne d'Arc, prisonnière, fut enfermée dans la région d'Arras, peut-être au château de Bellemotte à Saint-Laurent-Blangy.
La paix d’Arras de 1435 réconcilia les Valois de France et de Bourgogne en mettant fin à l'alliance anglo-bourguignonne.
En 1460, commença à Arras un des plus célèbres procès en sorcellerie de l'Inquisition médiévale, la grande vauderie d'Arras.
Dans la seconde moitié du XVe siècle, la ville d'Arras subit d'énormes bouleversements. Après avoir, en août 1463, racheté les villes de la Somme dont Arras, de son oncle Philippe III de Bourgogne, Louis XI y séjourna paisiblement en janvier 1464. Par ses lettres patentes expédiées en février 1464, le roi autorisa une foire de trois jours par an à cette ville, afin que la fuite de devises soit diminuée, en raison des foires puissantes d'Anvers et de Bruges. Selon le traité de Conflans (1465) puis celui de Péronne (1468), le roi dut les rendre à Charles le Téméraire. À la suite de la mort de ce dernier, l'armée royale occupa Arras en mai 1477, après plusieurs mois de batailles. Imposée alors de 43 000 écus d'indemnité, la ville se vida rapidement. En 1479 fut décidé d'épurer le restant de la population. La ville est débaptisée et renommée « Franchise »[réf. souhaitée].
Louis XI voulut la repeupler « de gens mecquaniques de tous estats, mestiers et vacations » empruntés aux principales villes de France. Par exemple, Laval dut fournir son contingent qui part le 2 juillet 1477. Ils arrivèrent dans la ville désolée, et bien peu y demeurèrent malgré les privilèges étendus qui leur y étaient offerts. Très peu néanmoins revinrent dans leur ville natale.
Le 4 juillet 1479, Arras devint française. Le traité d'Arras (1482), la paix entre la France et l'Autriche, conclut que l'Artois entrait dans la dot de Marguerite d'Autriche, fiancée du futur Charles VIII. Les anciens habitants refugiés jusqu'à Lille et à Roubaix commencèrent à revenir, notamment les bourgeois. Enfin, en 1491, le mariage obligé de Charles VIII et d'Anne de Bretagne, selon une situation politique délicate, fit rendre la ville d'Arras au Habsbourg, avec Marguerite d'Autriche qui avait grandi à Amboise, fille de feue Marie de Bourgogne.

## Époque moderne

### Arras, ville espagnole
Au début du XVIe siècle, l'Artois est disputé lors des guerres opposant François Ier et Charles Quint. En 1525, il n'y a plus qu'une centaine de marchands à Arras. L'activité textile ne s'améliore guère par la suite ; les conflits font fuir les artisans à Lille et Roubaix. Le traité de Madrid de 1526 rattacha Arras aux Pays-Bas espagnols, mais il ne fut pas respecté par François Ier ; les conflits continuèrent jusqu'à la fin de son règne.
Lors de la Réforme qui enflamma la région, la ville d'Arras demeura fidèle au camp catholique, et signifia sa loyauté au roi d'Espagne lors de l'Union d'Arras en 1579. Ponthus Payen, bourgeois d'Arras, écrivit sur la révolte des Gueux (1566 et 1567) ainsi que sur « les troubles d'Arras » de 1577 et 1578.

### Arras ville française
La ville est assiégée et conquise par Louis XIII en 1640 puis, les Espagnols assiégèrent à nouveau en 1654 (épisode du secours d'Arras) ; Vauban participa à sa défense sans commander et la ville fut reprise par Turenne. Cependant, le rattachement à la France ne fut définitif et ratifié qu’en 1659 par le traité des Pyrénées.

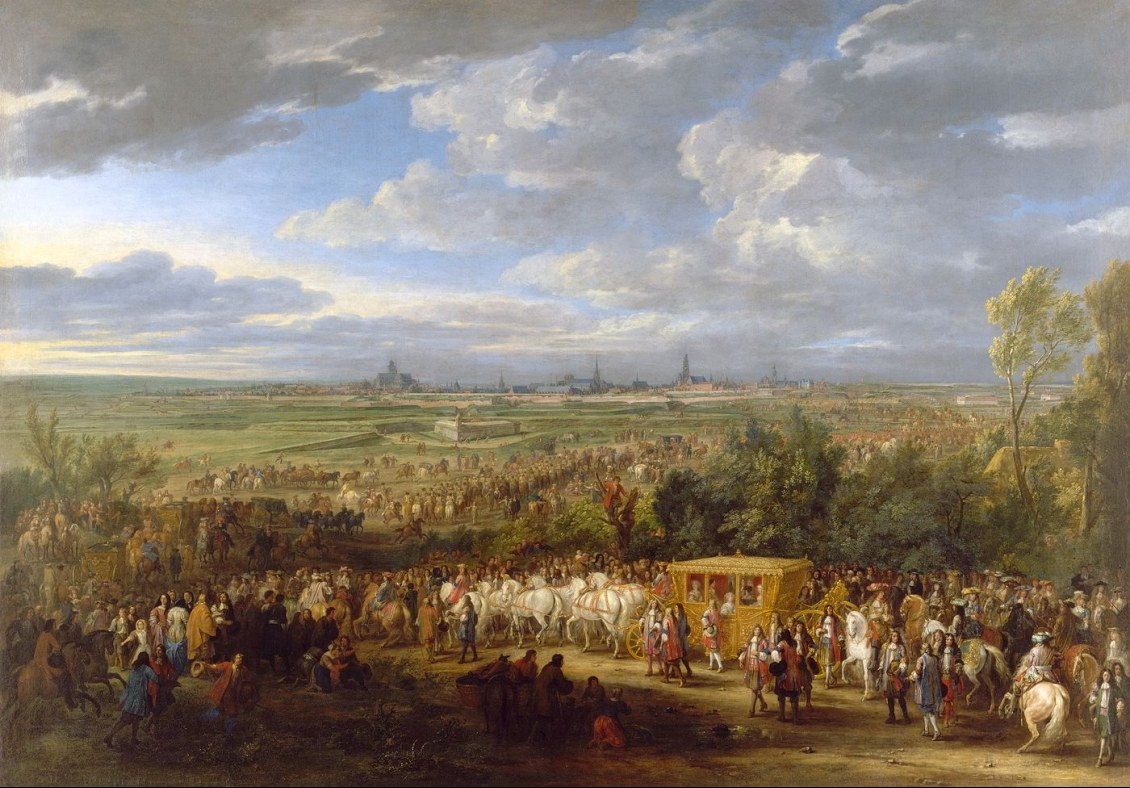
L'entrée du roi Louis XIV et de la reine Marie-Thérèse à Arras le 30 juillet 1667. Toile d'Adam François van der Meulen (château de Versailles).
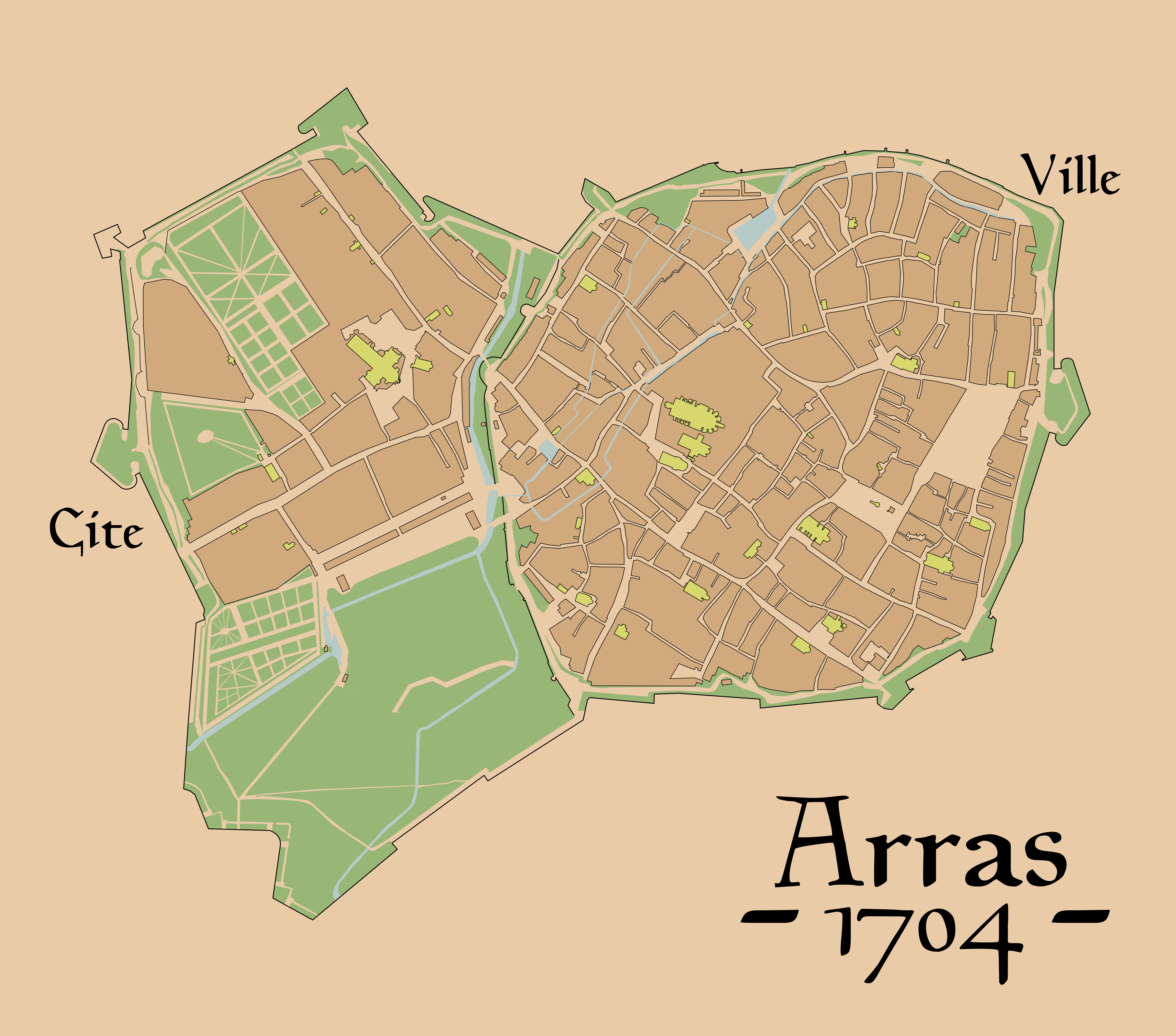
Plan d'Arras selon Jean Dessaily - 1704, avec la Cité séparée de la ville.
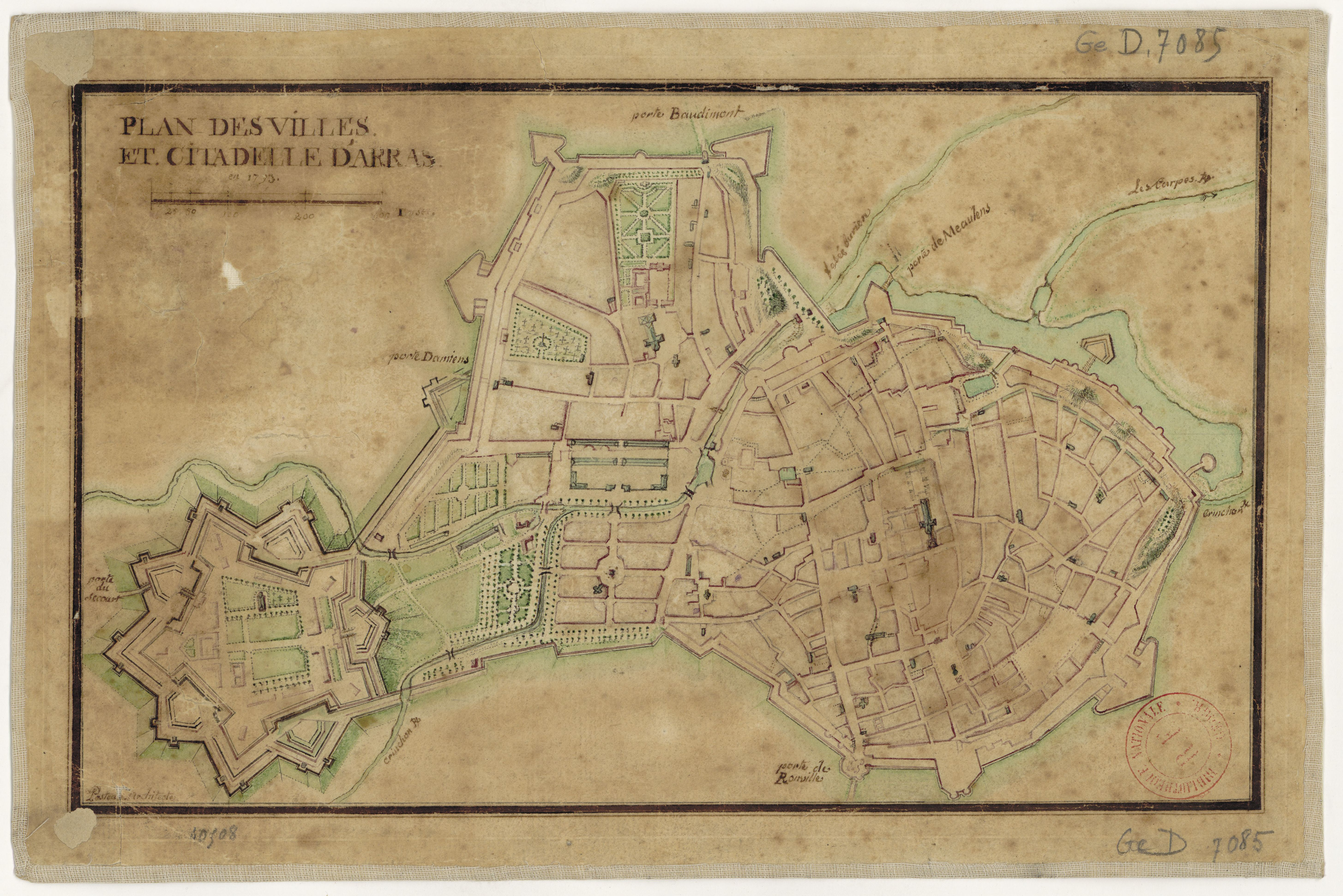
Plan d'Arras en 1793.

À partir de 1668, Vauban intégra Arras dans le système défensif de seconde ligne du Pré carré avec la construction de la citadelle et de son enceinte.
En 1749, la Ville et la Cité d'Arras, possédant leur administration distinctes et séparées par un rempart, sont unies pour ne former qu'une. Le pouvoir échevinal de la Cité disparut, transmis à celui de la Ville.
En 1750, le secteur du textile n'a plus beaucoup de fabricants. L'activité est orientée vers l'alimentation (épiceries, boulangeries, boucheries, marchands de vin, etc.) et l'artisanat (à la suite de l'essor du bâtiment durant tout le siècle).

## Époque contemporaine

### La Révolution française à Arras
Maximilien de Robespierre, natif d'Arras, est élu le 26 avril 1789 avec sept autres députés du Tiers état de l’Artois. Lors de la Révolution française, la municipalité est d’abord dirigée par Dubois de Fosseux, hobereau érudit, secrétaire de l’Académie d’Arras et futur président du Pas-de-Calais.

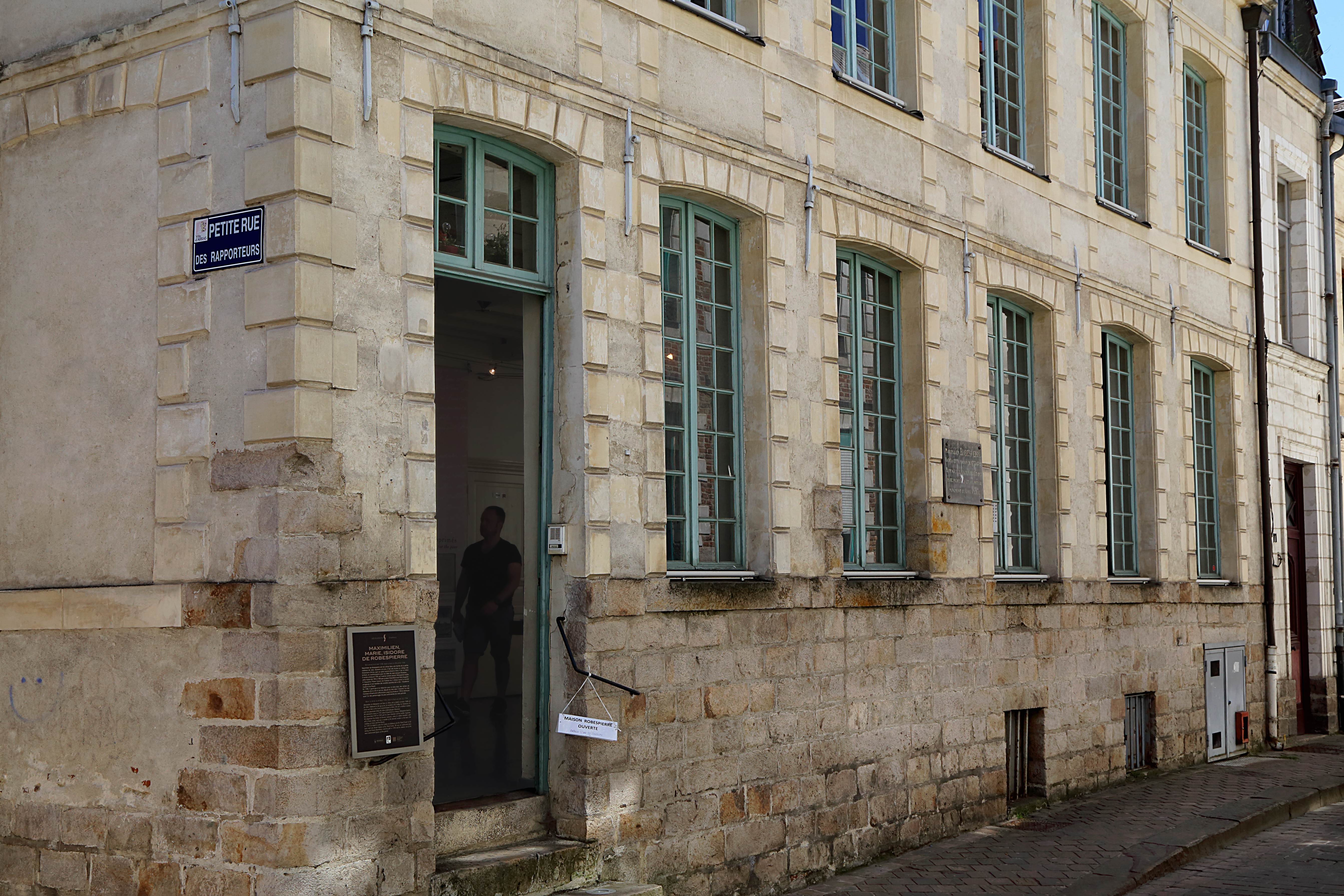
Maison de Maximilien de Robespierre, construite en 1730, située rue Maximilien-de-Robespierre (ex-rue de la Gouvernance). Il y logeait de 1787 à 1789 avec sa sœur Charlotte et son frère Augustin et c'est là qu'il rédigea les textes prérévolutionnaires.
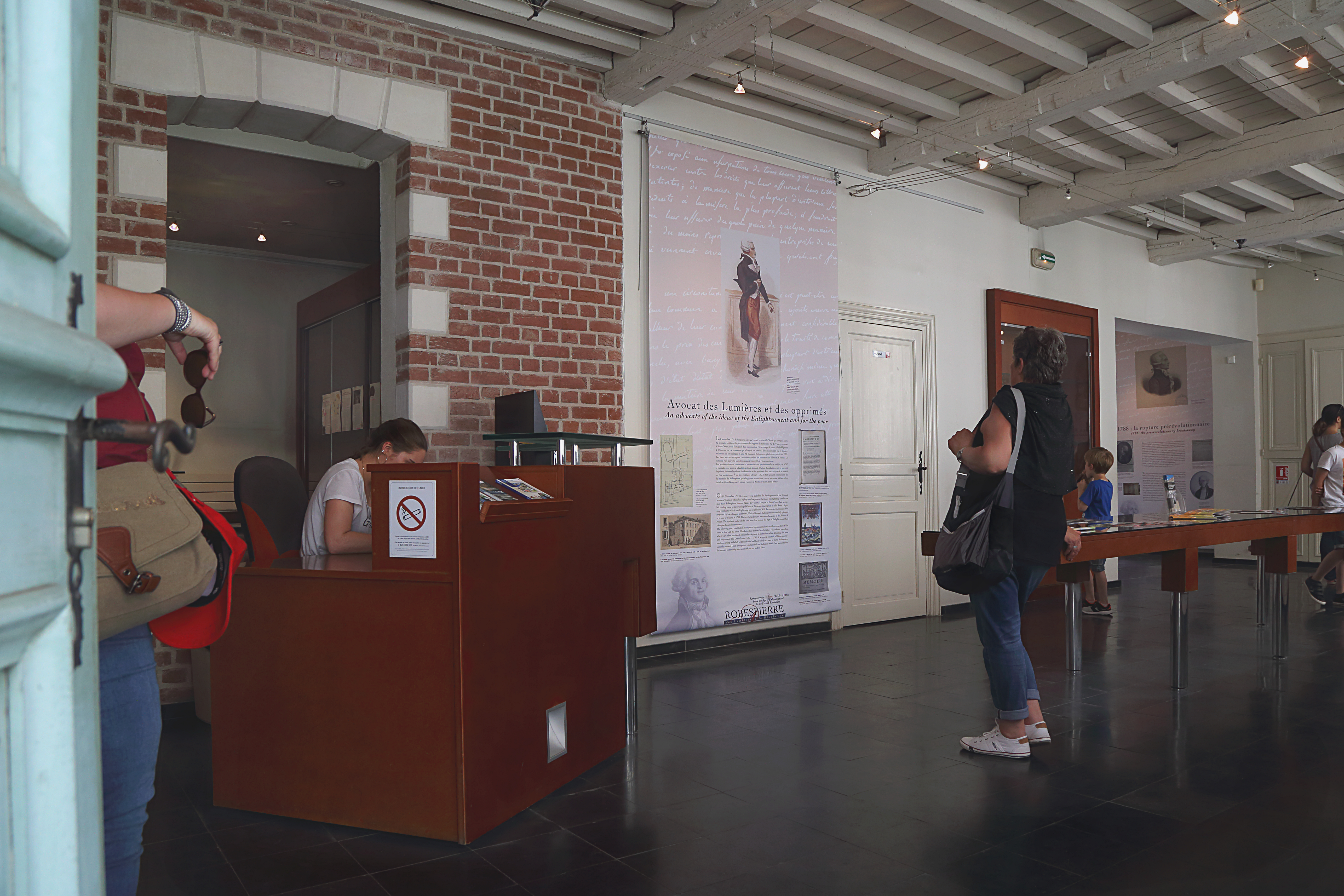
Longtemps abandonnée, cette maison vient d'être restaurée, devenue aujourd'hui un musée retraçant pour partie la vie de Robespierre et pour l'autre partie, l'histoire du compagnonnage.

Lors de la formation du département du Pas-de-Calais, en 1790, Arras fut choisie comme chef-lieu de département malgré les prétentions d'autres villes telles : Aire-sur-la-Lys, Calais et Saint-Omer à le devenir.
De novembre 1793 à août 1794, se déroulent dix mois de terreur : la ville est alors sous la dictature de Joseph Lebon, maire d'Arras et député du Pas-de-Calais, qui instaure des restrictions alimentaires, ordonne 400 exécutions et détruit beaucoup d’édifices religieux (la cathédrale Notre-Dame-en-Cité notamment,). Il fut lui-même guillotiné en octobre 1795.

### Consulat et Premier Empire, NapoléonIerà Arras
Fin août 1804, L'empereur Napoléon Ier visite Arras. Devant l'état de délabrement de la cathédrale Notre-Dame-en-Cité, qui avait été transformée en carrière de pierre sous la Révolution, il décide de faire raser les ruines, tandis que l'église abbatiale Saint-Vaast est érigée en cathédrale,,.

### L'arrivée du chemin de fer à Arras en 1846
L'arivée du chemin de fer va redynamiser la ville d'Arras qui devint une étoile ferroviaire. Le 1er avril 1846 les tronçons Arras – Lille et Arras – Valenciennes furent mis en service. Le 18 juin 1846 ce fut le tronçon tronçon Clermont-de-l'Oise – Arras qui fut mis en service reliant Arras à Paris.
En 1861, Arras fut relié à Dunkerque.
Arras voit stagner sa démographie et son activité économique alors que Lille sous le coup de la révolution industrielle explose. Sous l’impulsion d’Émile Legrelle, maire dynamique, Arras démantèle une partie de ses remparts pour établir de vastes boulevards, réaliser un nouveau réseau d’égouts, et se dote d’une nouvelle gare en 1898 (la précédente, ouverte pour l’ouverture de la ligne Paris - Lille, datait de 1846).

### Arras à la Belle Époque, l'exposition du Nord de la France
Le 28 mars 1904, à la grande époque des Expositions universelles, a lieu l'ouverture à Arras de l'Exposition du nord de la France. Elle dure jusqu'au 9 octobre. Le président de la république Émile Loubet et Émile Combes, président du conseil, viennent la visiter le 23 mai.
Cette exposition avait pour but de mettre en relief l’activité industrielle des départements du nord : procédés et outillage des mines, de la sucrerie, de la brasserie, des matériaux de construction, de la production d'articles créés et fabriqués dans ces départements pour les femmes. 1 256 exposants accueillirent 2 500 visiteurs par jour en moyenne avec un pic de plus de 13 000 visiteurs le dimanche.

### Arras, ville de garnison
Plusieurs unités militaires ont tenu garnison à Arras : en 1906 (33e régiment d’infanterie, 1er bataillon du génie, 2e bataillon du génie, 3e bataillon du génie, 5e régiment d'infanterie territoriale) puis le 16e bataillon de chasseurs à pied.
Entre 1912 et 1914, le 33e régiment d'infanterie fut caserné à Arras. À cette époque, son chef était le colonel Philippe Pétain, qui avait parmi les officiers sous ses ordres le sous-lieutenant Charles de Gaulle.
le 7e régiment de chasseurs d’Arras (1964-1993), le 233e régiment d'infanterie, le 525e régiment du train, le 601e régiment de circulation routière de janvier 1994 à 2009 et le 625e régiment de circulation routière.

### Arras dans la Première Guerre mondiale: une ville détruite
La Première Guerre mondiale inflige des destructions considérables au patrimoine arrageois car la ville était située à moins de 10 km du front, et elle était l’enjeu des coûteuses batailles d’Artois.
L'état-major de la 3e brigade d'infanterie se trouve à Arras lorsqu'est décidée la mobilisation générale le 1er août 1914. L'état-major commandé par le général Duplessis comprend un capitaine, un lieutenant et dix hommes. Le 5 août 1914, il part d'Arras vers Hirson, via Valenciennes et Avesnes-sur-Helpe. Il va combattre à l'est.
Dès le 31 août 1914, les cavaliers uhlans sont à Tilloy-lès-Mofflaines, et une patrouille de soldats fait une première incursion dans Arras, suivie le 6 septembre, de 3 000 hommes et d'un état major (commandés par le général Hans-Jürgen von Arnim) qui s'installe dans les casernes, la citadelle et en ville. Un régiment de goumiers arabes tente de défendre les environs de la ville. En septembre, les soldats de Louis Ernest de Maud'huy repoussent une partie des troupes allemandes ; on creuse des tranchées dans les faubourgs d'Arras. L'hôtel de ville d'Arras brûle le 7 octobre et le beffroi est détruit le 21, puis la cathédrale et le palais Saint-Vaast sont victimes des bombardements en juillet 1915.
Le 1er janvier 1916, l'abbé Guérin fonde un hebdomadaire Le Lion d'Arras pour soutenir la population.

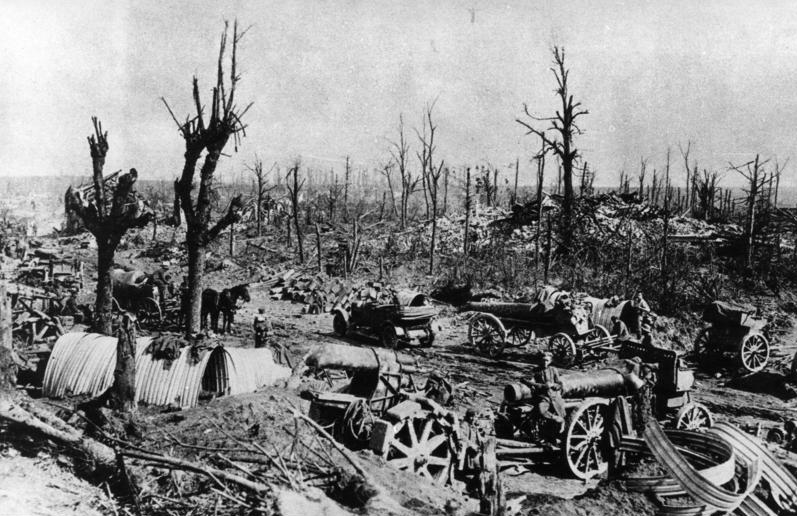
Les bois et forêts où les armées tentaient de se cacher ont été ravagés par les pilonnages, ici entre Arras et Bapaume.
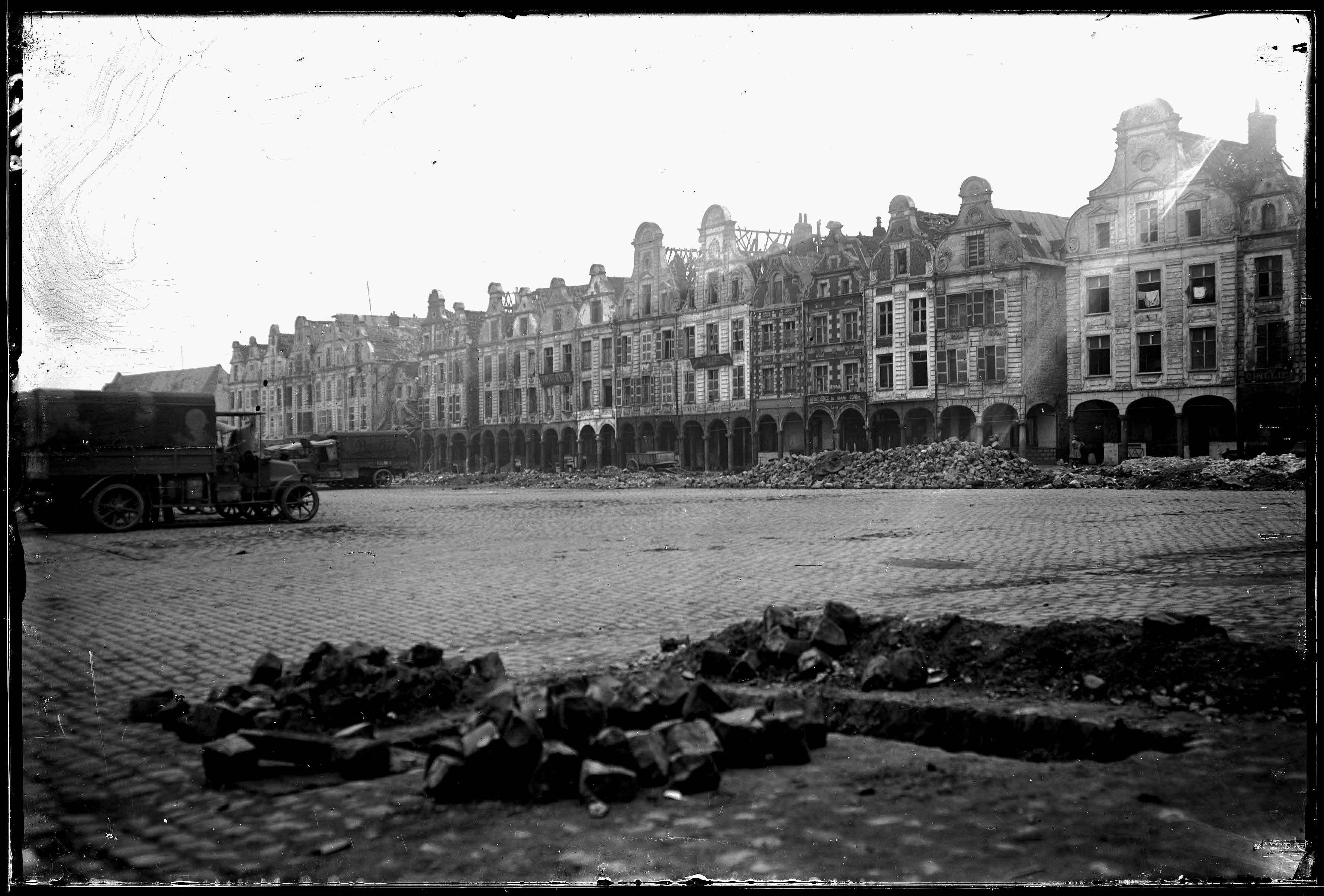
La Grand-place durant la Première Guerre mondiale par Félix Gréban de Saint Germain.
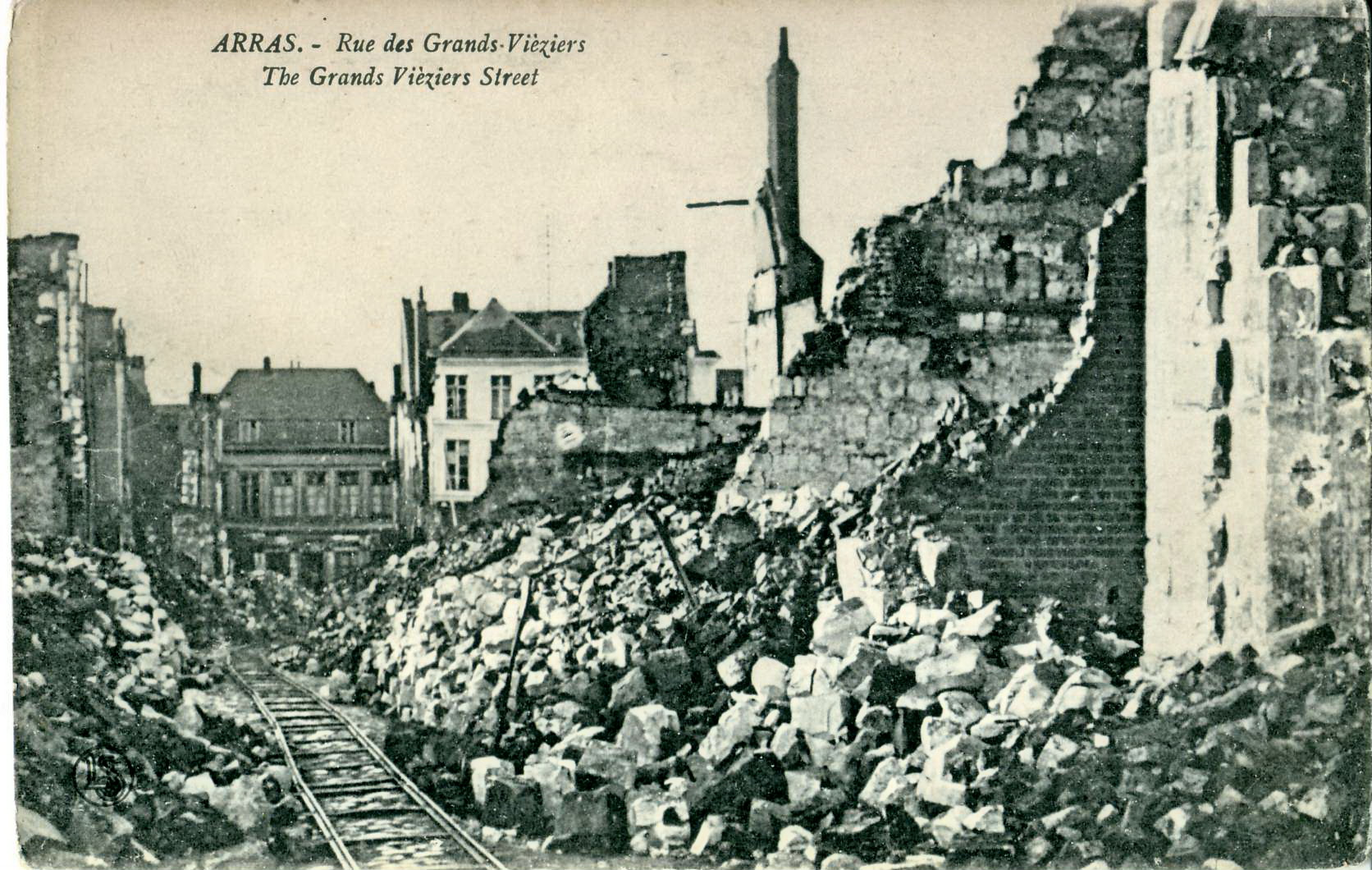
Destructions de la Première Guerre mondiale.
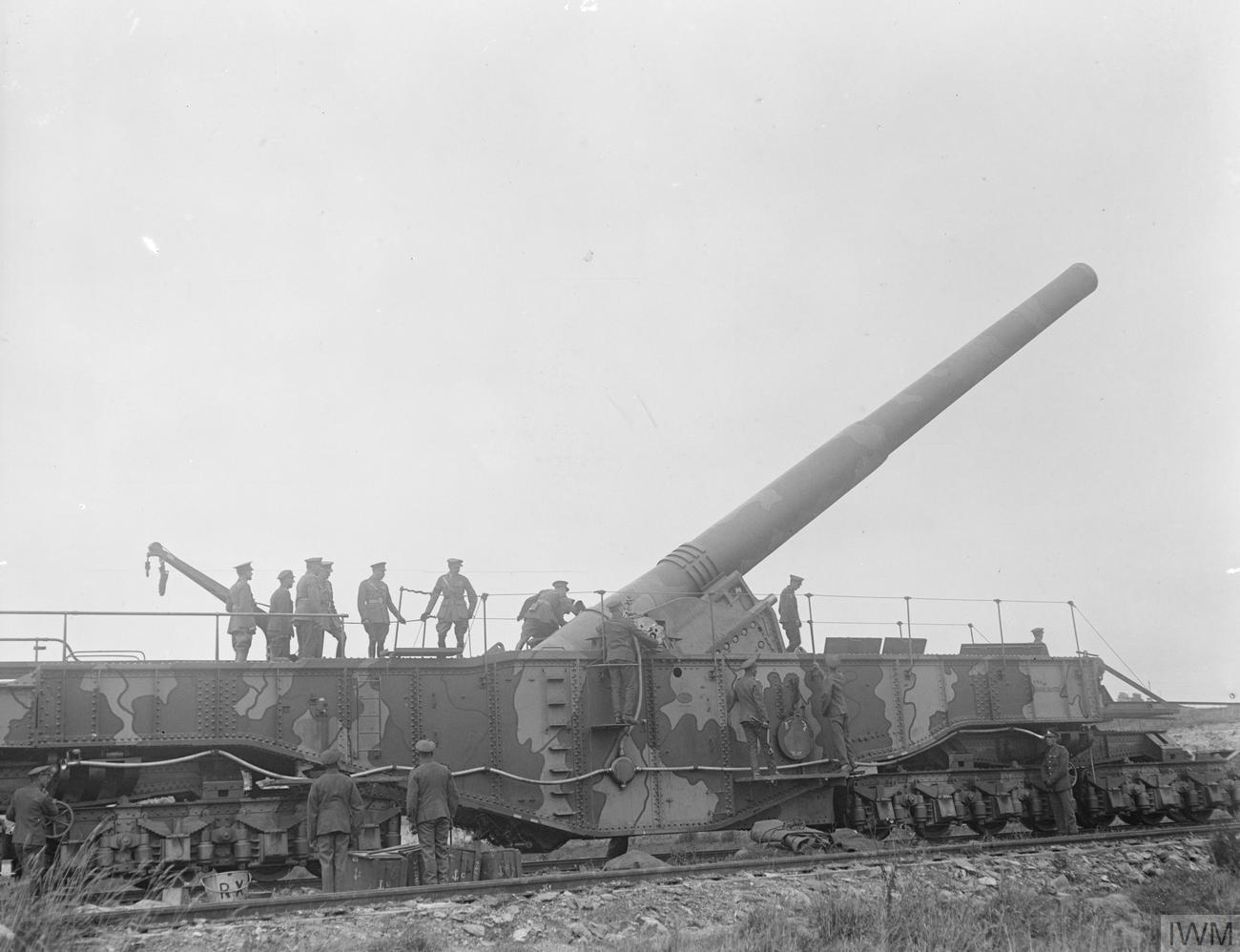
Le roi George V inspecte le H.M. Gun « Boche Buster », canon naval de 14 pouces monté sur chemin de fer, à Marœuil, à 10 km au nord-ouest d’Arras, en France, le 8 août 1918.

En secret, les Britanniques transforment les carrières de craie sous la ville pour qu'elles puissent accueillir les 24 000 soldats nécessaires au bon déroulement de la bataille d'Arras du 9 avril 1917. Le site de la Carrière Wellington rappelle aujourd'hui cette série de faits qui font d'Arras l'un des deux théâtres majeurs de l'Offensive Nivelle.
Après la guerre, la ville, ravagée aux trois quarts, a été décorée de la Croix de guerre 1914-1918 le 30 août 1919. Elle est reconstruite presque à l’identique, et en profite pour s’étendre. Dans les arrondissements d'Arras et Béthune, 150 000 ha de terres sont stérilisés.

### Entre-deux-guerres, la reconstruction de la ville
La ville d'Arras était à 80 % détruite en 1918. Sa reconstruction se déroula de 1919 à 1934, renouvela totalement la physionomie de la ville. La loi Cornudet du 14 mars 1919, première loi de planification urbaine, imposa aux communes dévastées par la guerre d’établir un plan d’aménagement d’embellissement et d’extension (PAEE) et un plan d’alignement favorisant la circulation, l’esthétique et l’hygiène. Le plan général d’aménagement et d’extension fut voté par le Conseil municipal, le 16 mars 1923, il était l'œuvre des architectes urbanistes René Danger et Léon Jaussely.
Plus de 190 architectes ont participé à la reconstruction de la ville. Le centre-ville a été reconstruit dans le style Art déco et le style international.
La loi du 17 avril 1919 sur la réparation des dommages causés par les faits de la guerre (dite « Charte des sinistrés ») imposait de reconstruire les monuments historiques à l'identique. Étaient concernés à Arras, le beffroi et les façades de l'hôtel de ville, les façades de la grand-place et de la place des héros, l'abbaye Saint-Vaast et la cathédrale.
Le 22 novembre 1931, le maréchal Philippe Pétain vient inaugurer le monument aux morts d'Arras.

### Seconde Guerre mondiale, Arras entre résistance et répression
Arras subit à nouveau des destructions durant la Seconde Guerre mondiale, mais dans une moindre proportion par rapport à l'anéantissement après 1914-1918. Le 21 août 1941, pour la première fois à Arras, des prisonniers de la citadelle sont fusillés par les Allemands. Le 29 avril 1942, la Résistance lance un coup de main sur l'immeuble de la Gestapo à Arras. Le 4 juillet 1942, les cheminots Eugène d'Hallendre et Lucien Delassus rencontrent à Arras Roland Farjon, responsable pour le Nord du réseau de résistance Organisation civile et militaire (OCM), dans le but de l'implantation du réseau dans la région.

### Arras pendant les Trente Glorieuses
De 1945 à 1975, le député SFIO, ministre à plusieurs reprises et président du Conseil, Guy Mollet, est le maire de la ville. Sous ses mandats, Arras s'équipe en édifices publics majeurs, notamment une nouvelle mairie, quatre lycées généraux et deux lycées professionnels. Néanmoins, la ville peine à tirer son épingle du jeu sur le plan économique et demeure éclipsée par l'attractivité du puissant bassin minier et la métropole lilloise. L'industrie arrageoise décline, le commerce également.

### Arras auXXIesiècle, un dynamisme retrouvé
Le renouveau de la ville s'amorce dans les années 1990, alors que le bassin minier s'enfonce dans la crise de la désindustrialisation. Arras est choisie pour accueillir la direction de la nouvelle université d'Artois, elle bénéficie également d'une desserte TGV liée à la proximité de la LGV Nord. Arras développe ses activités de services autour du commerce de proximité et du tourisme : l'ouverture de la carrière Wellington en 2008 annonce la réorientation de l'activité vers le tourisme de mémoire. Les zones industrielles amorcent leur renouveau en mettant l'accent sur l'agro-alimentaire et la confection de produits finis à haute valeur ajoutée (usine Häagen-Dazs) et la logistique.

### Attaque au couteau au lycée Gambetta-Carnot
Le 13 octobre 2023, un attentat terroriste est perpétré au lycée Gambetta-Carnot. Un assaillant, Mohammed Mogouchkov, âgé de 20 ans, ancien élève du lycée, pénètre dans l'enceinte de l'établissement armé de couteaux et frappa mortellement un professeur de français, Dominique Bernard, âgé de 57 ans. Deux autres membres du personnel de l'établissement sont blessés, dont deux grièvement, un professeur d'EPS touché au visage et le responsable des agents techniques.